# Anorexi
Självsvältsjukdomen, se Anorexia nervosa
Anorexi, från grekiskans an- (nekande, frånvaro av) och orexis (begär, aptit), är den medicinska termen för symtomet aptitlöshet, vilket innebär en minskad eller utebliven aptit. Som medicinsk term kan anorexi vara orsakat rent organiskt exempelvis vid cancer och infektionssjukdom samt drogmissbruk eller av psykiska sjukdomar så som depression. Enligt ICD-10 diagnoskod R63.0 definieras anorexi som aptitlöshet med icke-organisk orsak, psykiska orsaker exkluderas från begreppet och definieras istället som psykogen aptitförlust under F50.8 för andra specificerade ätstörningar. Därtill exkluderar anorexi, i ICD-10, anorexia nervosa (F50.0). En person som har anorexi kallas anorektiker.
I vardagstal och inom sjukvården används stundtals termen anorexi åsyftande anorexia nervosa. Denna användning av begreppet har stöd i vissa ordböcker. Enligt Nationalencyklopedin föreligger anorexi inte vid anorexia nervosa och istället hävdas självsvält föreligga. Enligt ICD-10 är detta korrekt då anorexi (R63.0) exkluderar anorexia nervosa (F50.0) och tvärtom, men det saknar stöd av anorexi som medicinsk term. Vid initialinsjuknande i anorexia nervosa saknas ofta aptitlöshet och istället sker en restriktion av matintaget trots aptit. I senare stadium är det dock inte omöjligt för personen att drabbas av aptitlöshet och således är det inkorrekt att säga att anorexi inte kan föreligga vad anorexia nervosa.
I en amerikansk forskningsrapport konstaterar rapportförfattarna att anorexi är vanligt förekommande hos äldre människor. Forskarna menar att det verkar finnas ett samband mellan åldrande och anorexi, även om anorexi i vissa fall kan kopplas till sjukdomstillstånd. I djurstudier har man kunnat se att mättnaden hos äldre råttor är överdriven till följd av utsöndring av peptidhormonet kolecystokinin (CCK) samt en minskad drift att äta. En överdriven utsöndring av hormonet kortikotropin tros vara en faktor som ligger bakom utvecklingen av anorexi hos äldre människor.
Anorexigen syftar till något som hämmar eller dämpar aptiten, och således inducerar anorexi.